# Каражигитов, Нариман Нурмухамедович
Нариман Нурмухамедович Каражигитов (каз. Нариман Нұрмұхамедұлы Қаражігітов; 20 мая 1934, посёлок Каракемер, Енбекшиказахский район, Алматинская область, Казакская АССР, РСФСР, СССР — 15 марта 2021, Алматы, Казахстан) — казахский и советский оперный певец (лирико-драматический тенор, педагог, профессор Казахского национального педагогического университета имени Абая. Народный артист Казахской ССР (1976).

## Биография
Родился на территории нынешнего Енбекшиказахского района Казахстана.
В 1957 году выиграл первую премию Республиканского молодежного фестиваля в Алма-Ате. В 1957 году был принят на учёбу в консерваторию казахской столицы.
В 1963 году окончил Алма-Атинскую консерваторию. В том же году стал солистом Казахского театра оперы и балета (ныне Казахский театр оперы и балета имени Абая).
Один из ведущих исполнителей лирико-драматических партий в казахских оперных спектаклях.
На сцене оперного театра исполнил партии:
- Адака, Ахана в операх «Айсулу», «Жумбак кыз» и «Ахан сери — Актокты» С. Мухамеджанова,
- Тулегена, Балапана в операх «Кыз Жибек», «Ер Таргын» Е. Брусиловского,
- Биржана в опере «Биржан и Сара» М. Тулебаева,
- Ахмета в опере «Камар Сулу» Е. Рахмадиева,
- Айдара в опере «Абай» А. Жубанова и Л. Хамиди и др.

В репертуаре певца казахские народные песни, русские романсы и песни зарубежных композиторов. Выступления Н. Каражигитов записывались на грампластинки. Его записи песен Абая «Айттым сәлем, қаламқас», «Қор болды жаным», «Көзімнің қарасы» и других хранятся в фонотеке Казахского радио.
Занимается педагогической деятельностью, с 1979 года — доцент Алма-Атинской консерватории. В последние годы был профессором Казахского национального педагогического университета имени Абая.

## Награды
- 1967 — Присвоено почетное звание «Заслуженный артист Казахской ССР»
- 1976 — Присвоено почетное звание «Народный артист Казахской ССР»
- 2014 — Орден Парасат (за большие заслуги в развитии отечественной культуры и искусства)[4][5]
- Медали.